# Kathedrale von Évry

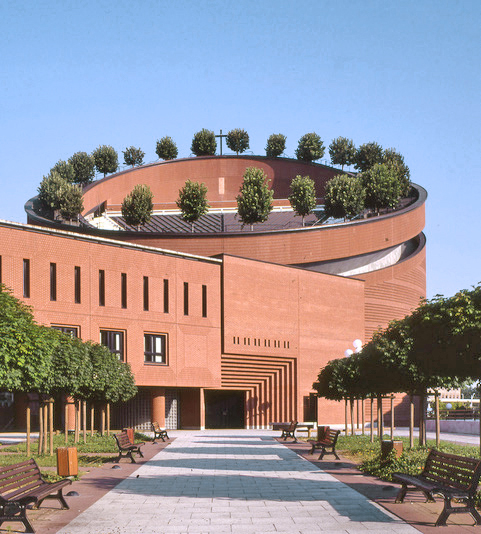
Außenansicht der Kathedrale

Die Kathedrale der Auferstehung (französisch: Cathédrale de la Résurrection d’Évry) ist die Bischofskirche des Bistums Évry-Corbeil-Essonnes in der französischen Stadt Évry. Die Kathedrale ist dem hl. Korbinian von Freising (St Corbinien) gewidmet, der um 675 in Arpajon im heutigen Diözesangebiet von Évry geboren wurde. Sie war in den 1990er Jahren die erste Kathedrale, die seit mehr als 100 Jahren in Frankreich errichtet wurde.

## Geschichte
1966, zwei Jahre vor der Gründung des Departements Essonne in der Agglomeration Paris, war für annähernd dasselbe Gebiet das Bistum Corbeil-Essonnes mit dem Bischofssitz Corbeil-Essonnes errichtet worden. Bischofskirche wurde die historische Stiftskirche Saint-Spire in Corbeil-Essonnes. Da die Diözesanverwaltung sich in der Departementshauptstadt Évry etablierte, wurde das Bistum 1988 in Évry-Corbeil-Essonnes umbenannt. Gleichzeitig begannen die Planungen für eine Kathedrale in Évry.

## Architektur
Die Cathédrale de la Résurrection wurde in den Jahren 1991 bis 1995 nach Plänen des Schweizer Architekten Mario Botta erbaut. Botta wählte die Grundform des Kreises als Symbol der göttlichen Vollkommenheit und der menschlichen Gemeinschaft; als Material den Ziegel für die vier Elemente, „gemacht aus Erde und Wasser, getrocknet an der Luft und gebrannt im Feuer“. Zwei Mauerringe aus Ziegel-Sichtmauerwerk, aufgelockert durch ornamentale Steinstellung und Fensterreihen, tragen auf dem nach Südwesten geneigten oberen Rand einen Kranz von 24 Silberlinden. Im Nordosten, zentral vor dem höchsten Punkt des Ringes und den großen Fenstern des Altarraums, wächst aus der Fassade ein Glockenturm mit fünf Glocken und einem Metallkreuz.
Der beheizte Boden aus schwarzem Granit des Innenraums mit einem Durchmesser von 29 m liegt etwas tiefer als das Niveau der Umgebung. Beidseitig umzieht ihn ein Umgang mit zwölf abstrakt-farbigen Apostelfenstern. Die Altarinsel ist um sechs Stufen erhöht. Der Marmoraltar steht auf einer Säule, die sich in die darunter liegende Krypta mit der Grablege der Bischöfe fortsetzt. Rechts vom Altar steht die Bischofskathedra, links der Taufbrunnen, in dem die Taufe durch Untertauchen vollzogen werden kann. Unter dem Hauptportal befindet sich die oktogonale Sakramentskapelle.

## Besuch Papst Johannes Pauls II.

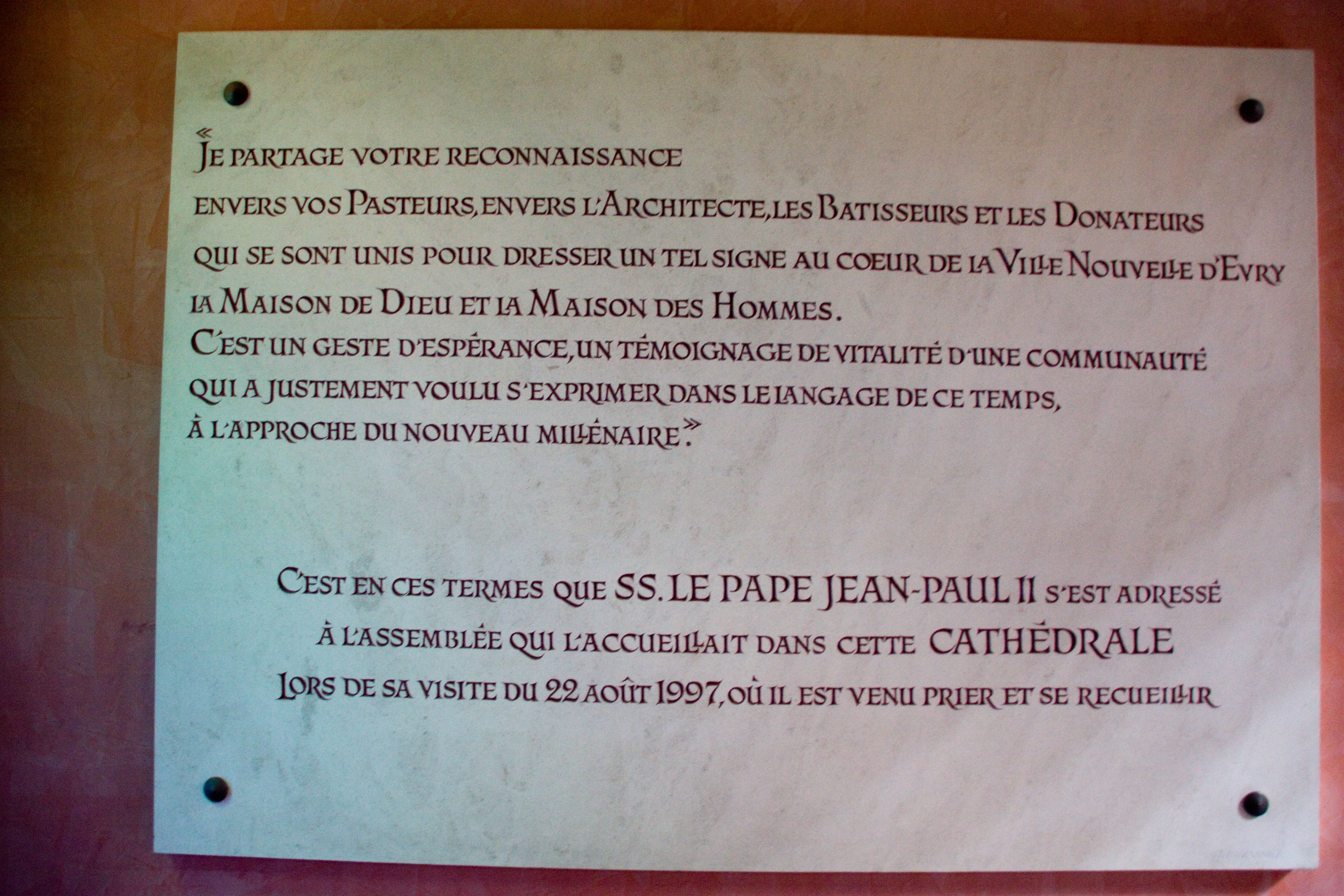
Gedenktafel

Eine Gedenktafel in der Kathedrale erinnert an den Besuch Papst Johannes Pauls II. am 22. August 1997 mit einem Zitat aus seiner Ansprache:
„Ich teile eure Dankbarkeit gegenüber euren Hirten, dem Architekten, den Bauleuten und den Spendern, die zusammengewirkt haben, um ein solches Zeichen im Herzen der Neuen Stadt Évry aufzurichten – das Haus Gottes und das Haus der Menschen. Es ist eine Geste der Hoffnung, ein Zeugnis der Lebendigkeit einer Gemeinschaft, die sich gerade in der Sprache dieser Zeit ausdrücken wollte, kurz vor dem Beginn des neuen Jahrtausends.“